# Serkan Boydak
Serkan Boydak (*  7. März 1987 in Izmir) ist ein türkischer Fußballtorhüter.

## Karriere

### Verein
Boydak kam in Karşıyaka, einem Stadtteil der westtürkischen Hafenstadt Izmir, auf die Welt und begann in der Nachwuchsabteilung des Bezirksvereins Karşıyaka SK mit dem Fußballspielen. Später durchlief er noch die Jugendabteilungen von Sidespor und Beşiktaş Istanbul. Im Sommer 2006 erhielt er bei Beşiktaş einen Profivertrag und nahm am Vorsaisoncamp teil. Nach diesem Camp wechselte er zu Türk Telekomspor. Für Telekomspor spielte er nur die Hinrunde, ohne dabei aber zu einem Pflichteinsatz zu kommen. Zur Rückrunde wechselte er zu Gaziantep Büyükşehir Belediyespor und absolvierte bis zum Saisonende eine Ligapartie. 
Zum Sommer 2007 wechselte er zum Viertligisten Artvin Hopaspor. Auch hier blieb er nur eine halbe Spielzeit und heuerte dann beim Drittligisten Adıyamanspor an. Für diesen Verein spielte er eineinhalb Spielzeiten und kam hier häufig zu Spieleinsätzen. 
Zur Saison 2009/10 wurde Boydak vom Zweitligisten Samsunspor verpflichtet und absolvierte hier in einer Saison ein Liga- und Pokalspiel. In der zweiten Saison bei Samsunspor spielte er ausschließlich für die Reservemannschaft.
Nachdem er die Spielzeit 2011/12 beim Drittligisten Beypazarı Şekerspor verbracht hatte, ist er seit der Saison 2012/13 vereinslos.

### Nationalmannschaft
Boydak spielte in den Jahren 2005 und 2006 insgesamt dreimal für die U-19-Nationalmannschaft.